# کیویا هوندا
کیویا هوندا (انگلیسی: Kyoya Honda؛ زادهٔ ۲۰ ژوئن ۱۹۹۹) بازیگر تلویزیون، بازیگر سینما، و بازیگر اهل Japanese است. وی از سال ۲۰۱۷ میلادی تاکنون مشغول فعالیت بوده‌است.